# Znanost o književnosti
Znanost o književnosti je znanost koja se bavi sustavnim proučavanjem književnošću. 
Služi se ovim znanstvenim disciplinama: 
- književnom teorijom (teorija književnosti)
- književnom poviješću
- književnom kritikom
- književnom metodologijom